# Verdrag van Ahal
Het Verdrag van Ahal was een overeenkomst, ondertekend op 21 september 1881, tussen het keizerrijk Rusland en Kadjaars Iran, volgens welke het gebied van het huidige Turkmenistan onder controle van het Russische Rijk kwam.
Het verdrag is vernoemd naar de regio Ahal in Turkmenistan.

## Geschiedenis
Tegen het einde van de 19e eeuw was er een militaire wedloop tussen het Russische Rijk en het Verenigd Koninkrijk om Centraal-Azië in te palmen. Ook Chorasmië kwam in het vizier. Na de expeditie naar Ahal-Teke en de verovering van Geok-Tepe door generaal Michail Skobelev, stuurde de sjah van Perzië Naser ed-Din Kadjar zijn minister van Buitenlandse Zaken Mirza Said Khan Ansari om de Russische diplomaat Ivan Zinovjev te ontmoeten en de ondertekening voor te bereiden van een overeenkomst die de betrekkingen tussen Rusland en Perzië in Centraal-Azië zou regelen.
Perzië had eerder de Russisch-Perzische Oorlog van 1826-1828 verloren, en was niet in staat haar belangen in Centraal-Azië militair te verdedigen. Hierdoor kreeg Rusland daar de vrije hand.
Volgens het verdrag verloor Perzië haar invloed in Centraal-Azië en claimde het niet langer Chorasmië en Transoxanië. Als gevolg van het verdrag kwamen in 1884 Mary, Sarahs, Asjchabad en de omliggende gebieden onder controle van Rusland. Het verdrag vestigde de rivier Atrek als de nieuwe grens tussen Rusland en Perzië. Na toetreding tot het Russische rijk werd uit de gebieden de oblast Transkaspië gevormd.